# Szkolnictwo wojskowe Federacji Rosyjskiej
Szkolnictwo wojskowe Rosji zawiera szkoły wojskowe wszystkich szczebli działające na terenie Federacji Rosyjskiej.

## Szkoły średnie
Ogólny system kształcenia wojskowego w Federacji Rosyjskiej zaczyna się od niższych szkół wojskowych, są to szkoły suworowskie, średnie szkoły morskie, korpusy kadeckie.
- Prezydenckie szkoły kadetów:
  - Orenburska Prezydencka Szkoła Kadetów (ros.: Оренбургское президентское кадетское училище);
  - Stawropolska Prezydencka Szkoła Kadetów (ros.: Ставропольское президентское кадетское училище);
  - Krasnodarska Prezydencka Szkoła Kadetów (ros.: Краснодарское президентское кадетское училище);
  - Tiumeńska Prezydencka Szkoła Kadetów (ros.: Тюменское президентское кадетское училище);
- Korpusy kadetów
  - Pensja Wychowannic Ministerstwa Obrony Federacji Rosyjskiej (ros.: Пансион воспитанниц Министерства обороны Российской Федерации);
  - Kronsztadzki Morski Korpus Kadetów (ros.: Кронштадтский морской кадетский корпус);
  - Petersburski Korpus Kadetów (ros.: Санкт-Петербургский кадетский корпус);
  - Aksajski Kozacki Korpus Kadetów Daniły Jefremowa (ros.: Аксайский Данилы Ефремова казачий кадетский корпус).
- Suworowskie szkoły wojskowe
  - Jekaterynburska Suworowska Szkoła Wojskowa (ros.: Екатеринбургское суворовское военное училище);
  - Petersburska Suworowska Szkoła Wojskowa (ros.: Санкт-Петербургское суворовское военное училище);
  - Moskiewska Wojskowa Szkoła Muzyczna (ros.: Московское военно-музыкальное училище);
  - Kazańska Suworowska Szkoła Wojskowa (ros.: Казанское суворовское военное училище);
  - Moskiewska Suworowska Szkoła Wojskowa (ros.: Московское суворовское военное училище);
  - Twerska Suworowska Szkoła Wojskowa (ros.: Тверское суворовское военное училище);
  - Uljanowska Gwardyjska Suworowska Szkoła Wojskowa (ros.: Ульяновское гвардейское суворовское военное училище);
  - Ussuryjska Suworowska Szkoła Wojskowa (ros.: Уссурийское суворовское военное училище).
- Nachimowska Szkoła Marynarki Wojennej (ros.: Нахимовское военно-морское училище).

## Wyższe szkoły (uczelnie) wojskowe
Po ukończeniu szkół wojskowych niższego stopnia kandydaci na oficerów szkoleni są w 17 wyższych szkołach wojskowych, którym zgodnie z dekretem prezydenta FR mają być przywrócone ich historyczne nazwy.
- Wojskowa Akademia Sztabu Generalnego Sił Zbrojnych Federacji Rosyjskiej (ros.: Военная академия Генерального штаба Вооруженных Сил Российской Федерации);
- Wojskowe Centrum Naukowo-Szkoleniowe Wojsk Lądowych „Ogólnowojskowa Akademia Sił Zbrojnych Federacji Rosyjskiej” (ros.: Военный учебно-научный центр Сухопутных войск «Общевойсковая академия Вооруженных Сил Российской Федерации»);
- Wojskowa Akademia Sił Powietrznych im. prof. N.J. Żukowskiego i J.A. Gagarina (ros.: Военный учебно-научный центр ВВС «Военно-воздушная академия им. профессора Н.Е. Жуковского и Ю.А. Гагарина») (w Woroneżu);
- Wojskowe Centrum Naukowo-Szkoleniowe Marynarki Wojennej "Akademia Marynarki Wojennej im. adm. floty Związku Radzieckiego N.G. Kuzniecowa" (ros.: Военный учебно-научный центр ВМФ «Военно-морская академия им. Адмирала Флота Советского Союза Н.Г. Кузнецова»);
- Wojskowa Akademia Wojsk Rakietowych Przeznaczenia Strategicznego im. Piotra Wielkiego (ros.: Военная академия Ракетных войск стратегического назначения им. Петра Великого);
- Wojskowa Akademia Kosmiczna im. A.F. Możajskiego (ros.: Военно-космическая академия им. А.Ф.Можайского);
- Wojskowa Akademia Wojsk Obrony Przeciwlotniczej Sił Zbrojnych Federacji Rosyjskiej im. marszałka Związku Radzieckiego A.M. Wasilewskiego (ros.: Военная академия войсковой противовоздушной обороны ВС РФ им. Маршала Советского Союза А.М. Василевского);
- Wojskowa Akademia Obrony Powietrzno-Kosmicznej im. marszałka Związku Radzieckiego G.K. Żukowa (ros.: Военная академия воздушно-космической обороны им. Маршала Советского Союза Г.К. Жукова);
- Michajłowska Wojskowa Akademia Artyleryjska (ros.: Михайловская военная артиллерийская академия);
- Wojskowa Akademia Łączności im. marszałka Związku Radzieckiego S.M. Budionnego (ros.: Военная академия связи им. Маршала Советского Союза С.М. Буденного);
- Wojskowa Akademia Obrony Radiacyjnej, Chemicznej i Biologicznej im. marszałka Związku Radzieckiego S.K. Timoszenki (ros.: Военная академия радиационной, химической и биологической защиты им. Маршала Советского Союза С.К. Тимошенко);
- Wojskowa Akademia Zabezpieczenia Materiałowo-Technicznego im. generała armii A.W. Chrulowa (ros.: Военная академия материально-технического обеспечения им. генерала армии А.В. Хрулева);
- Riazańska Wyższa Szkoła Dowódcza Wojsk Powietrznodesantowych im. generała armii W.F. Margiełowa (ros.: Рязанское высшее воздушно-десантное командное училище имени генерала армии В.Ф. Маргелова);
- Tiumeńska Wyższa Szkoła Dowódcza Wojsk Inżynieryjnych im. marszałka A.I. Proszlakowa (ros.: Тюменское высшее военно-инженерное командное училище имени маршала А.И. Прошлякова);
- Wojskowy Uniwersytet Ministerstwa Obrony (ros.: Военный университет Министерства обороны);
- Wojskowa Akademia Medyczna im. S.M. Kirowa (ros.: Военно-медицинская академия имени С.М. Кирова);
- Wojskowy Uniwersytet Techniczny (ros.: Военно-технический университет).